# Bjørn á Heygum
Bjørn á Heygum (4. januar 1954 i Vestmanna) er en færøsk advokat og politiker (Sambandsflokkurin og Sjálvstýrisflokkurin). 
Han er cand.jur. fra Københavns Universitet fra 1981, har praktiseret som advokat siden 1986 og har adgang til Føroya Rættur og Højesteret. Han er i dag partner i advokatfirmaet Heygum & Petersen og er svensk generalkonsul på Færøerne. Bjørn á Heygum er medlem af Advokatsamfundet og Advokatfelag Føroya.
Bjørn á Heygum var valgt ind til Lagtinget fra Suðurstreymoy 1994–1998. Han fik 646 personlige stemmer, som var det meste blandt Sambandspartiets kandidater. Han stillede ikke op igen ved Lagtingsvalget 1998.
Bjørn á Heygum valgte i 2015 at være kandidat for Sjálvstýrisflokkurin ved lagtingsvalget 2015. Det skete nogle få dage efter, at en meningsmåling havde spået, at Sjálvstýrisflokkurin ikke ville nå over spærregrænsen. Partiets formand forklarede det dårlige resultat for partiet ved at de endnu ikke havde offentliggjort kandidaterne, det var kun nogle få, der var offentliggjort, før meningsmålingen blev foretaget.

## Lagtingsudvalg
- 1994–1998 formand for Justitsudvalget
- 1994–1998 medlem af Miljøudvalget